# Elmo Zumwalt
Elmo Russell "Bud" Zumwalt Jr. (São Francisco, 29 de novembro de 1920 – Durham, 2 de janeiro de 2000) foi um oficial naval estadunidense que atuou como o Chefe de Operações Navais de julho de 1970 a junho de 1974.